# Condado de Buncombe
El condado de Buncombe (en inglés: Buncombe County, North Carolina), fundado en 1791, es uno de los 100 condados del estado estadounidense de Carolina del Norte. En el año 2000 tenía una población de 206 330 habitantes con una densidad poblacional de 121 personas por km². La sede del condado es Asheville.

## Geografía
Según la Oficina del Censo, el condado tiene un área total de 1709 km² (659,8 mi²), de la cual 1699 km² (656 mi²) es tierra y 10 km² (3,9 mi²) es agua.

### Municipios
El condado se divide en quince municipios: Municipio de Asheville, Municipio de Avery Creek, Municipio de Black Mountain, Municipio de Broad River, Municipio de Fairview, Municipio de Flat Creek, Municipio de French Broad, Municipio de Ivy, Municipio de Leicester, Municipio de Limestone, Municipio de Lower Hominy, Municipio de Reems Creek, Municipio de Sandy Mush, Municipio de Swannanoa y Municipio de Upper Hominy.

### Condados adyacentes
- Condado de Madison norte
- Condado de Yancey noreste
- Condado de McDowell este
- Condado de Rutherford sureste
- Condado de Henderson sur
- Condado de Haywood oeste

### Área Nacional protegidas
- Blue Ridge Parkway (parte)
- Bosque Nacional Pisga (parte)

## Demografía
En el 2000 la renta per cápita promedia del condado era de $36 666, y el ingreso promedio para una familia era de $45 011. El ingreso per cápita para el condado era de $20 384. En 2000 los hombres tenían un ingreso per cápita de $30 705 contra $23 870 para las mujeres. Alrededor del 11.40% de la población estaba bajo el umbral de pobreza nacional.

## Mayores autopistas
- Interestatal 26
- Interestatal 40
- Interestatal 240
- U.S. Highway 74
- U.S. Highway 70
- U.S. Highway 23
- U.S. Highway 19
- U.S. Highway 25

## Lugares

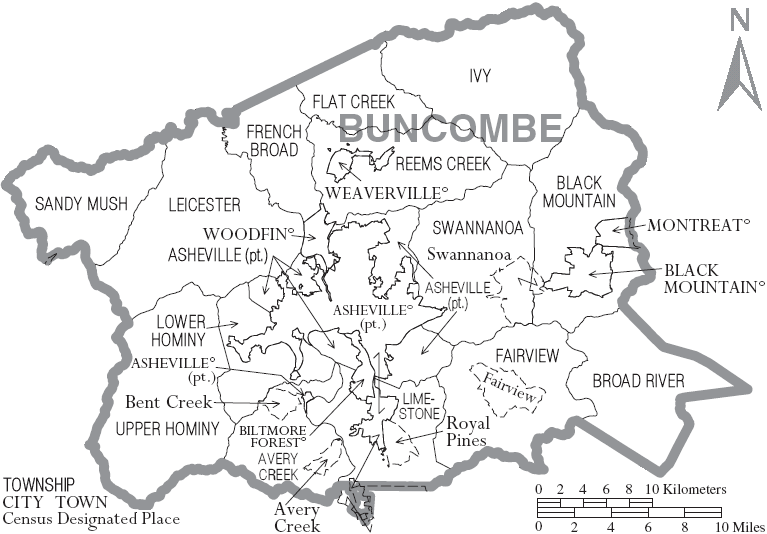
Mapa del Condado de Buncombe en Carolina del Norte con sus municipios

### Ciudades y pueblos
- Asheville
- Biltmore Forest
- Black Mountain
- Montreat
- Weaverville
- Woodfin

### Lugares señalados por el censo
- Avery Creek
- Bent Creek
- Fairview
- Leicester
- Royal Pines
- Swannanoa

### Otros lugares
- Enka
- Ridgecrest